# Краніхфельд Володимир Павлович
Володимир Павлович Краніхфельд (9 червня1865 Пинськ — 16 травня 1918 Москва) — російський літературний критик, шевченкознавець, соціолог. Псевдоніми В. К.; Вл., К.; Кр. В.; Кр., Вл.; Кр—ъ, Вл.; Кр—д, Вл.; Обыватель; Вл. Кр. Син пинського мирового судді, колезького асесора Павла Івановича (Іогановича) Краніхфельда. Брат відомого народовольця підпоручика Віктора Краніхфельда. Після смерті батька, в 1879 році, жив самостійно і давав приватні уроки. В 1900 році отримав право оселитися в Санкт-Петербурзі. Після смерті вдови генерала Гурко, отримав двадцять тисяч рублів і придбав дачу в Теріокі (Фінляндія).

## Політична діяльність
З 1875 року навчався в Пинському реальному училищі. Разом із Пинчуком Титом Гореглядом належав до таємного гуртка, який мав багато забороненої цензурою Російської імперії літератури. В 1884 році арештований за пособництво членам організації «Народна Воля». Після допитів здійснив пробу самогубства. Звільнений під нагляд поліції. В 1888 арештований вдруге по справі редактора «Російської Думки» Віктора Гольцева. Після півтора років попереднього ув'язнення одбув два роки відсидів в одиночній камері в Санкт-Петербурзі з обов'язковою працею на ткацькому верстаті. В 1893 році став прихильником «легальних марксистів». В 1900 році за допомогою Василя Богучарського став членом «Союзу визволення». На сторінках «Світ Божий» критикував більшовиків (Леніна, Луначарського) за утопізм і категоричність. Більшовицькі критики називали його меншовицьким автором і самими плідним марксистським критиком так званого «першого набору».

## Соціологія
Після звільнення з в'язниці, з січня 1892 року, жив у Воронежі. Зміг використати власні зацікавлення становищем російського суспільством в статистиці. В 1895–1896 роках завідувач статистичних праць воронезького земства. З 1896 по 1900 на запрошення місцевого військового губернатора працював секретарем і завідувачем діловодства Уральського обласного статистичного комітету. Під час своєї праці в провінції писав статті для «Воронезького Телеграфу» і «Пам'ятної книги Уральської області». Засновник і редактор газети «Уралець». Описав побут казахів Уральської області. Досліджував земельне становище уральських козаків. Земським справам присвячені його статті в газеті «Російська Думка» «Подоходном податок» (1892), «Земська шкільна справа» (1895). Писав публіцистичні статті для, «Російський Відомостей», «Російської Думки», «Північного кур'єру» «Часопис для всіх». З 1900 року співпрацював з редакцією «Освіта». В 1903 році виїхав закордон і рік заміщав хворого П.Струве в часописі «Визволення».

## Літературознавство
Свою першу велику літературознавчу працю Володимир Краніхфельд присвятив класику російської літератури. Брошура «Олександр Сергійович Пушкін» (1899) була надрукована в Уральську. Найбільш повно як літературний критик проявив себе в петербурзький період. З 1904 року член редакції «Світ Божий», а після її закриття в 1906 році член редакції «Сучасний світ», для яких підготував великі статті про Миколая Некрасова, Гліба Успенського, Михайла Салтикова-Щедрина, Олександра Купріна, Льва Толстого, Миколая Златовратського, Євгена Чирікова, Сергія Сергієва-Ценського, Ангела Богдановича і інших. Показав еволюцію поглядів багатьох російських авторів. Перший літературний критик, який зауважив і високо оцінив ранні оповідання Максима Горького. Одночасно працював штатним літературним критиком популярного часопису «Російське багатство». Під час життя і праці в Петербурзі підготував і надрукував три томи збірки статей «В світі ідей і образів» (1912–1917). Вважав, що основним завданням критики є соціологічне дослідження літератури на підставі революційно-демократичних традицій. Підкреслював свої соціал-демократичні погляди.

## Шевченкознавство
В петербурзький період життя Володимир Краніхфельд підготував брошуру «Т. Г. Шевченко — співець України і Запоріжжя» (1901). Вона стала першою популярною брошурою, присвяченою творчості Кобзаря. До Першої світової війни видавалась тричі (1901, 1911, 1914). Українською мовою твір надруковано в 1919 в Скрентоні (США). В перекладі Омеляна Ревюка перевиданий в 1927 році. Володимир Краніхфельд був автором рецензії на російський переклад «Кобзаря», яку надрукував «Сучасний світ» (1911. N 3). Публікації високо оцінені українською критикою, серед іншого редакцією «Київська старовина».

## Статті (часопис «Мир Божий»/«Современный мир»)
- Глеб Успенский (1902. N 5);
- Н. А. Некрасов: Опыт лит. характеристики (1902, N 12);
- М. Е. Салтыков (Н. Щедрин): Опыт лит. характеристики (1904. N 4, 6, 7);
- Памяти Шиллера (1905. N 5);
- Журнальные отголоски (1905, N 6, 8—10, 12; 1906. N 1—7);
- Памятник российскому дворянству в сатирах Щедрина (1906. N 10, 11);
- Десятилетие о среднем человеке (1907. N 11, 12);
- О драме Д. Мережковского, Д. Философова и З. Гиппиус «Маков цвет» (1908. N 1);
- Публицист эпохи перелома: (А. И. Богданович) (1908, N 4);
- От великого барина к великому мужику: (Л. Н. Толстой) (1908, N 9);
- Европеизация русской мысли (1908, N 11);
- Литературные отклики (1908, N 1, 2, 4, 5—7, 10—12; 1909. N 1—4, 6, 8, 10—12; 1910. N 1, 3, 5, 7, 8, И, 12);
- Новые наследники «Переписки» (1909. N 8);
- Альманашный листопад (1909, N 9);
- В подполье (1910. N 11);
- П. Д. Боборыкин (1910. N 11);
- Вне жизни: О поэзии Фофанова (1911. N 6);
- О критике и критиках (1911, N 8);
- Н. А. Добролюбов (1911, N 11);
- В мире призраков (1913. N 11);
- Жизнь и кажимость (1914. N 1).